# Zwarte baardvogel
De zwarte baardvogel (Capito niger) is een vogel uit de familie Capitonidae (Amerikaanse baardvogels).

## Verspreiding en leefgebied
Deze soort komt voor in het noordoostelijk Amazonebekken in oostelijk Venezuela, de Guiana's en noordoostelijk Brazilië noordelijk van de Amazonerivier.
Deze vogel eet onder meer kopiebessen.

## Status
De grootte van de populatie is niet gekwantificeerd maar de soort wordt omschreven als tamelijk algemeen in een deel van zijn verspreidingsgebied. Op de Rode lijst van de IUCN heeft deze soort de status niet bedreigd.